# Risoluzioni di Edenton
Le risoluzioni di Edenton furono delle dichiarazioni politiche redatte a seguito del Tea Party di Edenton, una protesta politica avvenuta presso la città di Edenton, nella Provincia della Carolina del Nord, in risposta al Tea Act, approvato dal Parlamento britannico nel 1773.
Nell'ottobre del 1774, 51 donne di Edenton e dei dintorni firmarono una dichiarazione datata 25 ottobre 1774, affermando il loro sostegno alla decisione del primo Congresso Provinciale della Carolina del Nord di boicottare i prodotti britannici per protestare contro il maltrattamento delle Tredici Colonie Americane da parte della Corona britannica. Il boicottaggio fu uno degli eventi che portarono alla Rivoluzione Americana (1775-1781).
La dichiarazione fu firmata da 51 donne di Edenton, nota come "Edenton Resolves", e costituisce una delle prime proteste note scritte e organizzate dalle donne nelle colonie americane, e questa protesta divenne in seguito nota come "Tea Party di Edenton".